# Vinod Khanna
Pour les articles homonymes, voir Khanna.
 (avril 2017).
Si vous disposez d'ouvrages ou d'articles de référence ou si vous connaissez des sites web de qualité traitant du thème abordé ici, merci de compléter l'article en donnant les références utiles à sa vérifiabilité et en les liant à la section « Notes et références ».
Vinod Khanna (hindi : विनोद खन्ना), né le 6 octobre 1946 à Peshawar (Raj britannique) et mort le 27 avril 2017 à Bombay (Inde), est un acteur et un producteur indien ainsi qu’un homme politique.

## Biographie
Vinod Khanna est le fils de Kamla et K. C. Khanna. Il a tout d’abord fréquenté la Queen Mary’s School puis la St Xavier’s High School. Il a ensuite poursuivi sa scolarité au Sydenham College.

### Carrière
Cinéma
Vinod Khanna tourne son premier film, Man Ka Meet, réalisé par Sunil Dutt en 1968 où il joue un rôle de méchant. Au début des années 1970, il alterne rôles de méchant et seconds rôles dans Purab Aur Paschim (1970), Sachaa Jhutha (1970) et Mera Gaon Mera Desh (1971). Son association avec le parolier Gulzar qu'a réalisé Mere Apne en 1971 puis Achanak en 1973 le couvre de succès. 
Il apparaît ensuite dans Parvarish (1977), Amar Akbar Anthony (1977), Khoon Pasina (1977), Muqaddar Ka Sikander (1978), The Burning Train (1980) et Qurbani (1980). Au somment de son art, il devient un disciple du gourou Osho et quitte l’industrie cinématographique en 1979 pendant huit ans. À cette période, il était l’acteur le plus renommé de Bollywood, au coude à coude avec Amitabh Bachchan. Il signe son retour dans le cinéma dans le milieu des années 1980 et apparaît alors dans  Dayavan (1988), Chandni (1989), Kshatriya (1993) Eena Meena Deeka (1994) et Ekka Raja Rani (1994).
En 1997, il donne sa première chance à son fils Akshaye dans le film Himalay Putra qu’il produit et dans lequel il joue également. En 1999, il remporte le Filmfare Award du mérite pour ses contributions dans le monde du cinéma pendant plus de trente ans. Depuis, il a joué dans Deewaanapan (2002) et Risk (2007).
Télévision
Il apparaît dans la série Mere Apne produite par Smriti Irani diffusée sur la chaîne 9x. 

### Politique
En 1997, Vinod Khanna adhère au Bharatiya Janata Party (BJP) et a été candidat aux élections de la circonscription de Gurdaspur dans le Penjab. 
Vinod Khanna a tout d’abord occupé les fonctions de Ministre de la Culture et du Tourisme en juillet 2002. Six mois plus tard, il a été transféré dans le Ministère le plus important, celui des Affaires Étrangères en tant que Ministre d’État. 
En 2004, il a été réélu dans la circonscription de Gurdaspur.

### Famille
Vinod Khanna a un frère et trois sœurs. 

### Vie privée
En 1971, Vinod Khanna se marie avec Geetanjali avec laquelle il a eu deux fils, Rahul Khanna né en 1972 et Akshaye Khanna né en 1975. Tous deux sont des acteurs de Bollywood. Puis en 1985, le couple divorce. En 1990, Vinod Khanna épouse Kavita avec laquelle il a eu 2 autres enfants, un fils Sakshi et une fille Shraddha.

## Récompenses
Prix remporté
- 1974 – Filmfare Award du meilleur second rôle pour Haath Ki Safai
- 1999 – Filmfare Award du mérite
- 2007 – Zee Cine Awards du mérite

Nominations
- 1976 – Filmfare Award du meilleur second rôle dans Hera Pheri
- 1977 – Filmfare Award du meilleur acteur dans Shaque
- 1978 – Filmfare Award du meilleur second role dans Muqaddar Ka Sikander
- 1980 – Filmfare Award du meilleur acteur dans Qurbani

## Filmographie sélective
- 99 (2009)
- Ek Rani Aisi Bhi Thi (2008)
- Risk (2007)
- Deewaanapan (2002)
- Kranti (2002)
- Dus (1997)
- Himalay Putra (1997)
- Eena Meena Deeka (1994)
- Ekka Raja Rani (1994)
- Kshatriya (1993)
- Insaniyat Ke Devta (1993)
- Farishtay (1991)
- Parampara (1992)
- Khoon Ka Karz (1991)
- Jurm (1990)
- Chandni (1989)
- Dayavan (1988)
- Insaaf (1987)
- Satya Mev Jayate (1987)
- The Burning Train (1980)
- Qurbani (1980)
- Main Tulsi Tere Aangan Ki (1978)
- Muqaddar Ka Sikander (1978)
- Amar Akbar Anthony (1978)
- Aakhri Daku (1978)
- Parvarish (1977)
- Khoon Pasina (1977)
- Hera Pheri (1976)
- Zameer (1975)
- Haath Ki Safai (1974)
- Mera Gaon Mera Desh (1971)
- Reshma Aur Shera (1971)
- Mere Apne (1971)
- Sachaa Jhutha (1970)
- Aan Milo Sajna (1970)
- Purab Aur Paschim (1970)
- Man Ka Meet (1968) Leena